# Patriarcas antediluvianos
Los patriarcas posdiluvianos corresponden a los personajes principales del libro Génesis, desde Adán, el primer hombre, hasta su descendiente Noé, uno de los ocho supervivientes del Diluvio universal.

## Esperanza de vida
Según las escrituras, Noé fue el décimo y último de los superlongevos patriarcas antediluvianos: Noé murió 350 años después del Diluvio, a la edad de 950 años. Esto lo convierte en el tercer hombre más longevo de toda la Biblia, superando incluso a Adán (930 años).  En proporción a su larga vida, engendró a sus tres hijos después de los 500 años. Luego de Noé la edad de muerte se precipita drásticamente a "solo" 120 años para Moisés.
Según el demógrafo James Vaupel, la esperanza de vida comenzó a aumentar en 1840 con la disminución de la mortalidad infantil y mortalidad adolescente y ha continuado imparable, en un aumento medio de dos años y medio cada década, con el alargamiento de la vida madura. Para Vaupel la esperanza de vida de los niños nacidos tras el año 2000 llegará a los 100 años en el siglo XXII.
Nuestros conocimientos actuales sobre la duración de la vida de una célula nos llevan a suponer que el límite natural de longevidad en el ser humano está actualmente por debajo de los 150 años. El récord Guinness de la persona más vieja permanece en el rango de los 112 a 122 años, pero el proceso para distinguir los individuos supercentenarios de los mitos de longevidades extraordinarias es complicado, pues los registros de nacimiento de finales del siglo XIX son muchas veces cuestionables.

## Reyes sumerios
Se han establecido paralelos entre las historias bíblica y sumeria. Según el "Institute For Biblical and Scientific Studies (IBSS)" (Instituto para estudios científicos y bíblicos), Ziusudra y Noé se refieren a la misma persona y Adán puede ser identificado con Alulim. A continuación podemos ver distintas listas, de la Colección Schøyen, de la colección Weld-Blundell (parece ser la más completa, en apariencia escritas por un tal Nur-Nin-Su-Bur en el 2170 a. C.), la lista de la dinastía de Isin, y la lista del sacerdote babilónico Beroso el Caldeo que propone en su Babyloniaca, desde el inicio de los tiempos con la aparición del mítico personaje Oannes.

### Colección Schøyen MS 2855
Lista basada en información presentada por la Biblioteca Nacional de Noruega.
| Rey N.º | Nombre del rey | Personaje bíblico | Gobernó desde | Años  | Desde / hasta   |
| ------- | -------------- | ----------------- | ------------- | ----- | --------------- |
| 1       | Alulim         | Adán              | Eridug        | 28800 | 222600 - 193800 |
| 2       | Alalgar        | Set               | Eridug        | 43200 | 193800 - 150600 |
| 3       | Enmeluanna     | Enós              | Bad-tibira    | 36000 | 150600 - 114600 |
| 4       | Enmegalanna    | Cainán            | Bad-tibira    | 28800 | 114600 - 85800  |
| 5       | Tammuz         | Malálel           | Bad-tibira    | 28800 | 85800 - 57000   |
| 6       | Ensipazianna   | Jared             | Larak         | 13800 | 57000 - 43200   |
| 7       | Enmeduranna    | Enoc              | Sippar        | 7200  | 43200 - 36000   |
| 8       | Ubara-Tutu     | Matusalén         | Shuruppak     | 36000 | 36000 - Diluvio |

### Prisma Weld-Blundell WB-62 (IBSS)
Lista basada en información presentada por el Instituto para estudios científicos bíblicos (IBSS)
Este instituto establece una serie de paralelos, entre los reyes antediluvianos sumerios y el Génesis 5. Algunos eruditos comparan a Adán con Alulim (también conocido como Adapa el sabio), primer rey de Eridu. Para el IBSS no hay duda de esto. Ensipazianna, se puede identificar con Enoch.
Por otro lado, Ziusudra sería el último rey antediluviano que habría construido la barca y avisado del diluvio con la ayuda del dios Enki. Posteriormente la Biblia convertiría a Ziusudra en Noé en el Génesis.
| Rey N.º | Nombre del rey           | Gobernó desde | Años  | Desde / hasta    |
| ------- | ------------------------ | ------------- | ----- | ---------------- |
| 1       | Alulim (Adán)            | Eridu         | 64800 | 453600 - 388800  |
| 2       | Alalgar (Set)            | ---           | 72000 | 388800 - 316800  |
| 3       | Kidunnu (Enós)           | ---           | 72000 | 316800 - 244800  |
| 4       | Alimma (Kenan)           | ---           | 21600 | 244800 - 223200  |
| 5       | Enmenluanna (Mahalaleel) | ---           | 21600 | 223200 - 201600  |
| 6       | Dumuzi (Jared)           | ---           | 28800 | 201600 - 172800  |
| 7       | Ensipazianna (Enoc)      | ---           | 36000 | 172800 - 136800  |
| 8       | Enmenduranna (Matusalén) | ---           | 72000 | 136800 - 64800   |
| 9       | Sukurlam (Lamec)         | ---           | 28800 | 64800 - 36,000   |
| 10      | Ziusudra (Noé)           | ---           | 36000 | 36,000 - Diluvio |

### Prisma WB-62 por Kenneth Sublett
Lista basada en información presentada por Kenneth Sublett
| Rey N.º | Nombre del rey   | Gobernó desde | Años  | Desde / hasta    |
| ------- | ---------------- | ------------- | ----- | ---------------- |
| 1       | ---              | ---           | ---   | xxxxxx - 388800  |
| 2       | Alagar           | ---           | 72000 | 388800 - 316800  |
| 3       | Kidunnushakinkin | ---           | 72000 | 316800 - 244800  |
| 4       | ???              | ---           | 21600 | 244800 - 223200  |
| 5       | Dumuzi           | ---           | 28800 | 223200– 194400   |
| 6       | Enmenluanna      | ---           | 21600 | 194400 – 172800  |
| 7       | Ensibzianna      | ---           | 36000 | 172800 – 136800  |
| 8       | Enmenduranna     | ---           | 72000 | 136800 - 64800   |
| 9       | Arad-gin         | ---           | 28800 | 64800 - 36,000   |
| 10      | Ziusudra         | ---           | 36000 | 36,000 - Diluvio |

## Lista Dinastía de Isin
Lista basada en información presentada por Patrice Guinard
La cronología de los reyes mesopotámicos, se extiende desde los orígenes hasta el siglo XVIII a. C. La encontramos en unas quince tablas provenientes la mayoría de los archivos de la ciudad de Nippur. Existen varias listas en acadio, siendo las más completas las redactadas en Isin hacia el 1900 A.C.
| Rey N.º | Rey Nombre                    | Gobernó desde | Años  | Desde / Hasta   |
| ------- | ----------------------------- | ------------- | ----- | --------------- |
| 1       | A-lulim - Alôros              | Eridu         | 28800 | 241200 ‑ 212400 |
| 2       | Alalgar - Alaparos            | Eridu         | 36000 | 212400 ‑ 176400 |
| 3       | En-men-lu-Anna - Amêlôn       | Bad-Tibira    | 43200 | 176400 ‑ 133200 |
| 4       | En-men-gal-Anna - Ammenôn     | Bad-Tibira    | 28800 | 133200 ‑ 104400 |
| 5       | Megalaros - Amegalaros        | ---           | ---   | xxxxxx – xxxxxx |
| 6       | Dumu-zi - Daônos \| Daôs      | Bad-Tibira    | 36000 | 104400 ‑ 68400  |
| 7       | En-sipa-zi-Anna - Amempsinos  | Larak         | 28800 | 68400 ‑ 39600   |
| 8       | En-men-dur-Anna - Euedôrachos | Sippar        | 21000 | 39600 ‑ 18600   |
| 9       | Ubar-Tutu - Opartes           | Shuruppak     | 18600 | 18600 ‑ Diluvio |
| 10      | Xisuthros                     |               | ---   | ---             |

## Lista de Beroso
Lista basada en información presentada por Patrice Guinard
Beroso toma la información de los archivos de la ciudad de Borsippa, estos revelan datos sobre la creación y los primeros tiempos, escritos por Oannes, el hombre-pez, creador de las leyes y la civilización. En La leyenda de Adapa (atestiguada hacia el 1500 a. C.), Uanna, helenizado Oannes por Beroso y apodado Adapa ("el Sabio"), aparece con A-lulim, el primer rey antediluviano bajo el aspecto de un hombre pez, con dos cabezas o una cabeza bajo la otra. Es quizás el primero de los apkallu (= AB.GAL en sumerio), es decir, de los siete (u ocho) sabios enviados por Enki para civilizar a los hombres. 
| Rey N.º | Rey Nombre                                     | Gobernó desde | Años  | Desde / Hasta   |
| ------- | ---------------------------------------------- | ------------- | ----- | --------------- |
| 1       | Alôros (Alorus) - 1 - A-lulim                  | Babilonia     | 36000 | 432000 - 396000 |
| 2       | Alaparos - 2 - Alalgar                         | Babilonia     | 10800 | 396000 – 385200 |
| 3       | Amêlôn (Amelon)- 3 - En-men-lu-Ana             | Panti-Biblos  | 46800 | 385200 – 338400 |
| 4       | Ammenôn (Ammenon)- 4 - En-men-gal-Anna         | Panti-Biblos  | 43200 | 338400 – 295200 |
| 5       | Megalaros - - - (Amegalaros)                   | Panti-Biblos  | 64800 | 295200 – 230400 |
| 6       | Daônos \| Daôs (Daonos) - 5 - Dumu-zi          | Panti-Biblos  | 36000 | 230400 – 194400 |
| 7       | Euedôrachos (Edoranchos) - 7 - En-men-dur-Anna | Panti-Biblos  | 64800 | 194400 – 129600 |
| 8       | Amempsinos - 6 - En-sipa-zi-Anna               | Larak         | 36000 | 129600 – 93600  |
| 9       | Opartes (Otiartes) - 8 - Ubar-Tutu             | Larak         | 28800 | 93600 – 64800   |
| 10      | Xisuthros                                      | Shuruppak     | 64800 | 64800 - Diluvio |

## Harold Marchena
Fechas según Harold Marchena.
| N.º | Patriarca  | Nació | Comienzo del patriarcado | Hasta   |
| --- | ---------- | ----- | ------------------------ | ------- |
| 1   | Adán       | 11013 | 11013                    | 10083   |
| 2   | Set        | 10083 | 10800                    | 10778   |
| 3   | Enós       | 10778 | 10778                    | 9873    |
| 4   | Cainán     | 9873  | 9873                     | 8963    |
| 5   | Mahalaleel | 8963  | 8963                     | 8068    |
| 6   | Jéred      | 8068  | 8068                     | 7106    |
| 7   | Enoc       | 7106  | 7106                     | 6741    |
| 8   | Matusalén  | 6741  | 6741                     | 5772    |
| 9   | Lamec      | 5772  | 5772                     | 5590    |
| 10  | Noé        | 5590  | 5590                     | Diluvio |